# 慶尚南道消防本部
慶尚南道消防本部（キョンサンなんどうしょうぼうほんぶ）は、大韓民国慶尚南道を管轄区域とする消防本部である。住所は慶尚南道昌原市義昌区中央大路300（沙林洞）。

## 沿革
- 1992年4月3日 - 慶尚南道消防本部設置。
- 2012年1月1日　-　昌原消防本部設置に伴い昌原市内の3消防署を移管

## 本部組織
- 消防本部長（消防准監）
  - 消防行政課（課長は地方消防正）
  - 防護救助課（課長は地方消防正）
  - 119総合状況室（室長は地方消防正）
    - 消防航空隊

## 装備
| - 一般消防車 - ポンプ車：115 - 水槽車：50 - 化学車：21 - 特殊消防車 - 高架車：13 - 屈折車：17 - 排煙車：12 | - 救急車：106 - 救助車：18 - 行政車：23 - 指揮車：18 - 巡察車：57 - 診断車：17 - 火災調査車：18 - 貨物車：22 - その他：27 |

（時期不明／慶尚南道消防本部公式サイトより）

## 消防署
慶尚南道消防本部には18消防署のもと、59の119安全センター（うち14は消防署と兼用）、17救助隊、2山岳救助隊、1消防艇隊がある。

### 組織
- 署長（地方消防正）
  - 消防行政課（課長は地方消防領。以下同じ）
  - 予防対応課：晋州、金海東部、梁山では予防安全課と対応救助課の2課に分けて置く。
  - 119安全センター（センター長は地方消防警または地方消防尉）
  - 救助隊（隊長は地方消防警または地方消防尉）：山清と咸陽には救助隊とは別に山岳救助隊がある。
  - 消防艇隊（隊長は地方消防警または地方消防尉）

### 消防署一覧
各消防署及び所属119安全センターの名称、消防艇隊の有無は以下の通り。
| 消防署         | 119安全センター                    | 消防艇隊 |
| -------------- | ---------------------------------- | -------- |
| 晋州消防署     | 上大、中央、川前、平居、文山       | ×        |
| 統営消防署     | 竹林、霧田、西湖                   | ○        |
| 泗川消防署     | 東錦、南陽、泗川邑、昆陽           | ×        |
| 金海東部消防署 | 三政、東上、内外、上東、生林、北部 | ×        |
| 金海西部消防署 | 長有、進永、進礼、翰林、酒村       | ×        |
| 密陽消防署     | 三門、駕谷、下南、三浪津           | ×        |
| 巨済消防署     | 玉浦、長承浦、新県、巨済、延草     | ×        |
| 梁山消防署     | 勿禁、中央、熊上、下北、中部       | ×        |
| 宜寧消防署     | 宜寧、富林                         | ×        |
| 咸安消防署     | 伽倻、漆原、郡北                   | ×        |
| 昌寧消防署     | 昌寧、南旨、釜谷                   | ×        |
| 固城消防署     | 固城、会華                         | ×        |
| 南海消防署     | 南海、三東                         | ×        |
| 河東消防署     | 金城、河東、辰橋                   | ×        |
| 山清消防署     | 山清、丹城                         | ×        |
| 咸陽消防署     | 咸陽、安義                         | ×        |
| 居昌消防署     | 大坪、渭川、加祚                   | ×        |
| 陜川消防署     | 陜川、草渓                         | ×        |